# Arturo Álvarez-Buylla Godino
Arturo Álvarez-Buylla Godino (Oviedo, 24 d'agost de 1895 - Ceuta, 17 de març de 1937) va ser un militar espanyol, pioner de l'aviació, que va arribar a ser Alt Comissari en el Protectorat del Marroc poc abans de produir-se el cop d'estat del 18 de juliol de 1936 que va donar lloc a la Guerra Civil espanyola. La seva lleialtat a la República el va portar a ser afusellat pels revoltats.

## Biografia

### Carrera militar
Tinent d'artilleria en 1919, va participar com a aviador en la Guerra del Rif amb desenes de vols de combat. Va ser condecorat amb la Creu al Mèrit Militar de primera classe, la Medalla Militar del Marroc i l'Aspa Vermella. En la dictadura de Primo de Rivera es va dissoldre el cos d'artillers per ser restablit mesos després sempre que els oficials signessin una declaració de suport al dictador. Álvarez-Buylla va ser l'únic oficial a negar-se a signar, per la qual cosa va haver d'abandonar l'exèrcit. En aquest temps va treballar com a inspector a la fàbrica d'avions Loring situada a Carabanchel i va ser un dels primers espanyols a llançar-se en paracaigudes. Va participar en la fallida insurrecció de Jaca contra la dictablanda de Dámaso Berenguer, unint-se als oficials alçats a l'Aeròdrom de Cuatro Vientos el 15 de desembre de 1930. Va ser l'únic oficial que no va fugir de l'aeròdrom després del fracàs de la intentona, per la qual cosa va ser detingut.
No obstant això, la proclamació de la Segona República mesos després va permetre la seva reincorporació a l'exèrcit, sent nomenat director general tècnic d'aviació civil. En 1934 va tornar a la incipient aviació militar espanyola com a cap del grup de caça establert a Getafe. Amb el triomf del Front Popular a les eleccions de 1936, va ser nomenat secretari general de l'Alt Comissariat Español al Marroc, substituint provisionalment al Comissari Joan Moles quan aquest va ser nomenat ministre. En produir-se el cop d'estat detonant de la Guerra Civil unes setmanes més tard, Álvarez-Buylla es va veure pràcticament aïllat al territori del Protectorat enfront de la gairebé completa adhesió de les unitats militars de la zona. Va intentar organitzar la resistència amb el Comandant De la Puente Bahamonde, a l'Aeròdrom de Sania Ramel, però és conscient de la impossibilitat d'oposar-se a la rebel·lió amb els escassos mitjans que disposa. Al final, aïllat i envoltat al seu domicili al costat d'uns pocs oficials fidels, va ser detingut el matí del 18 de juliol en el seu despatx per diversos revoltats a les ordres del coronel Buruaga i traslladat l'endemà a Tetuan, on fou empresonat. Va ser processat al març de 1937 davant un consell de guerra en el qual es va negar, tant a declarar com a assistir a les sessions per no reconèixer l'autoritat del tribunal, i fou condemnat a pena de mort per sedició i afusellat a Ceuta el 17 de març.

### Família
El seu fill, Ramón Álvarez-Buylla de Aldana, es va exiliar a Mèxic, sent un notable cirurgià i neurofisiòleg; el seu net, Arturo Álvarez-Buylla Roces, és un prestigiós neurobióleg, guardonat amb el Premi Príncep d'Astúries d'Investigació Científica i Tècnica en 2011, i la seva neta Elena Álvarez-Buylla és una reconeguda doctora en genètica molecular.